# Коломбе-ле-Дез-Егліз
Коломбе́-ле-Дез-Еглі́з, Коломбе-ле-Дез-Еґліз (фр. Colombey-les-Deux-Églises) — муніципалітет у Франції, у регіоні Гранд-Ест, департамент Верхня Марна. Населення — 679 осіб (01.01.2021).
Муніципалітет розташований на відстані близько 200 км на схід від Парижа, 90 км на південний схід від Шалон-ан-Шампань, 23 км на північний захід від Шомона.
У Коломбе-ле-Дез-Егліз з 1934 року мав будинок французький політичний, державний і військовий діяч, перший президент П'ятої республіки (1958–1969) Шарль де Голль. Тут він помер 9 листопада 1970 року та був похований на сільському цвинтарі. У селі встановлено пам'ятник де Голлю у вигляді Лотаринзького хреста заввишки 43 м.

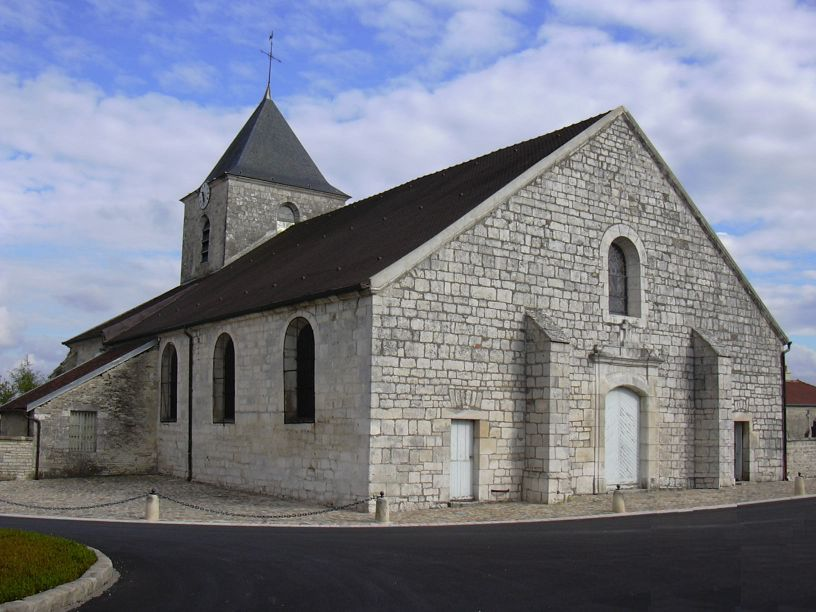

## Історія
До 2015 року муніципалітет перебував у складі регіону Шампань-Арденни. Від 1 січня 2016 року належить до нового об'єднаного регіону Гранд-Ест.
1 січня 2017 року до Коломбе-ле-Дез-Егліз приєднали колишній муніципалітет Ламот-ан-Блезі.

## Демографія
Динаміка населення (INSEE ):
Розподіл населення за віком та статтю (2006):
| Стать | Всього | До 15 років | 15-24 | 25-44 | 45-64 | 65-85 | Понад 85 |
| --- | ------ | ----------- | ----- | ----- | ----- | ----- | -------- |
| Чоловіки | 348    | 88          | 32    | 92    | 88    | 48    | 0        |
| Жінки | 344    | 80          | 24    | 96    | 96    | 44    | 4        |
| \| Статево-вікова піраміда \| Статево-вікова піраміда \| Статево-вікова піраміда \| \| ----------------------- \| ----------------------- \| ----------------------- \| \| Чоловіки \| Вік \| Жінки \| \| 0 \| 85 + \| 4 \| \| 12 \| 80-84 \| 12 \| \| 4 \| 75-79 \| 8 \| \| 16 \| 70-74 \| 20 \| \| 16 \| 65-69 \| 4 \| \| 20 \| 60-64 \| 20 \| \| 32 \| 55-59 \| 36 \| \| 16 \| 50-54 \| 12 \| \| 20 \| 45-49 \| 28 \| \| 32 \| 40-44 \| 32 \| \| 28 \| 35-39 \| 36 \| \| 16 \| 30-34 \| 16 \| \| 16 \| 25-29 \| 12 \| \| 20 \| 20-24 \| 8 \| \| 12 \| 15-20 \| 16 \| \| 32 \| 10-14 \| 28 \| \| 32 \| 5-9 \| 36 \| \| 24 \| 0-4 \| 16 \| |        |             |       |       |       |       |          |
| Статево-вікова піраміда |        |             |       |       |       |       |          |
| Чоловіки | Вік    | Жінки       |       |       |       |       |          |
| 0 | 85 +   | 4           |       |       |       |       |          |
| 12 | 80-84  | 12          |       |       |       |       |          |
| 4 | 75-79  | 8           |       |       |       |       |          |
| 16 | 70-74  | 20          |       |       |       |       |          |
| 16 | 65-69  | 4           |       |       |       |       |          |
| 20 | 60-64  | 20          |       |       |       |       |          |
| 32 | 55-59  | 36          |       |       |       |       |          |
| 16 | 50-54  | 12          |       |       |       |       |          |
| 20 | 45-49  | 28          |       |       |       |       |          |
| 32 | 40-44  | 32          |       |       |       |       |          |
| 28 | 35-39  | 36          |       |       |       |       |          |
| 16 | 30-34  | 16          |       |       |       |       |          |
| 16 | 25-29  | 12          |       |       |       |       |          |
| 20 | 20-24  | 8           |       |       |       |       |          |
| 12 | 15-20  | 16          |       |       |       |       |          |
| 32 | 10-14  | 28          |       |       |       |       |          |
| 32 | 5-9    | 36          |       |       |       |       |          |
| 24 | 0-4    | 16          |       |       |       |       |          |

## Економіка
2010 року серед 391 особи працездатного віку (15—64 років) 304 були активними, 87 — неактивними (показник активності 77,7%, у 1999 році було 73,7%). З 304 активних мешканців працювало 287 осіб (148 чоловіків та 139 жінок), безробітними було 17 (7 чоловіків та 10 жінок). Серед 87 неактивних 37 осіб було учнями чи студентами, 28 — пенсіонерами, 22 були неактивними з інших причин.

У 2010 році в муніципалітеті числилось 274 оподатковані домогосподарства, у яких проживали 690,5 особи, медіана доходів виносила 18 151 євро на одного особоспоживача